# Hubert Ludwig

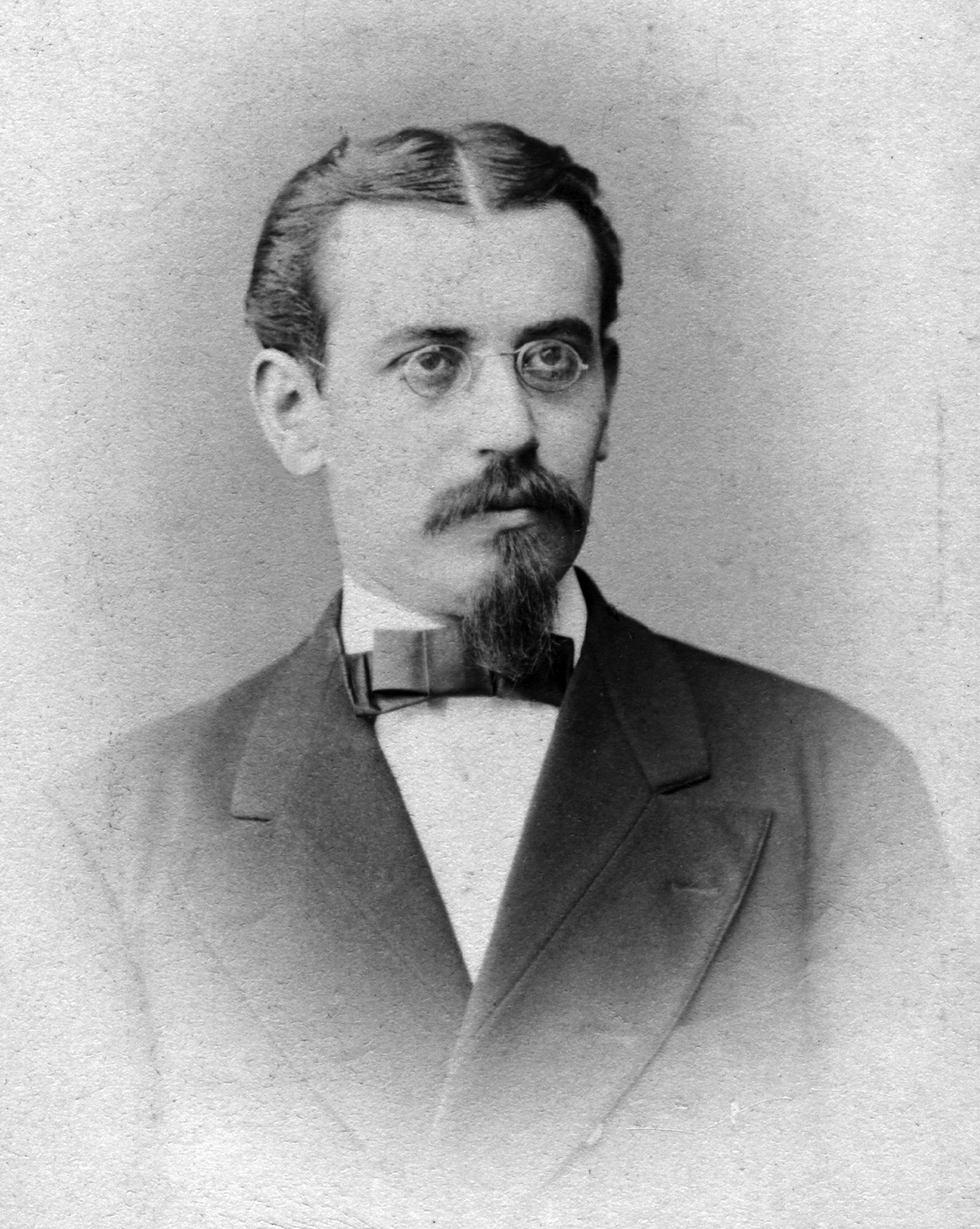
Hubert Ludwig

Hubert Ludwig (* 22. März 1852 in Trier; † 17. November 1913 in Bonn) war ein deutscher Zoologe.
Ludwig studierte Zoologie an der Universität Göttingen. Sein erstes Werk über Holothurien veröffentlichte der 1874.
Er war zunächst Privatdozent und übernahm 1878 die Städtischen Sammlungen für Naturgeschichte und Ethnographie in Bremen. 1881 wurde er an die Universität Gießen berufen. 1887 kam er als Ordinarius für Zoologie und Direktor des Zoologischen Museums an die Universität Bonn.
Von 1882 bis 1892 verfasste er eine umfassende Darstellung dieser Tiere, die als Klassiker der zoologischen Literatur gilt. 1882 erhielt er für seine Darstellung der Entwicklung des Klappensterns Asterina gibbosa den Preis der Göttinger Gesellschaft für Wissenschaften.
Seine Forschungen an der Zoologischen Station von Neapel führten 1897 zu einer ausführlichen Monographie über die Bedeutung der Seesterne für die Fauna und Flora des Golfs von Neapel. Der Abschluss seiner Arbeiten über Tiefseeformen, deren ersten Teil er 1910 publizierte, verhinderte sein Tod 1913.
Im Jahr 1881 wurde er zum Mitglied der Leopoldina gewählt. 1898 wurde er als korrespondierendes Mitglied in die Preußische Akademie der Wissenschaften aufgenommen. 1900/1901 war er Präsident der Deutschen Zoologischen Gesellschaft. 1901/02 amtierte er als Rektor seiner Universität.
Ludwig galt als der herausragendste Echinodermen-Kenner seiner Zeit. Er befürwortete als einer der wenigen in seiner Zeit auch das Studium der Frauen und nahm Maria Gräfin von Linden als erste Frau an der Universität Bonn als Assistentin auf.
Er war mit Anna Maria Theresia Bratsch verheiratet. Aus der Ehe stammte der Sohn Walter (1882–1945), Landrat des Kreises Hünfeld und Abgeordneter des Provinziallandtages der Provinz Hessen-Nassau.